# Борис Поршнев
Борис Поршнев е руски историк и социолог, представител на ново поколение учени. Поршнев е доктор на историческите науки (1941) и доктор на философските науки от 1966 г. Получава титлата doctor honoris causa на университета в Клермон-Феран за цялостния си принос в областта на съвременната историческа наука.
Борис Поршнев работи над двадесет и пет години в Института по съвременна история към Академията на науките на СССР. Научните интереси на Поршнев се концентрират около концепцията за началото на човешката история като водещ историко-социологичен проблем. С течение на времето, Поршнев започва да прави сериозни антропологични изследвания върху зараждането на историята като артефакт. Борис Поршнев се интересува от социолингвистичната страна на първобитния човек, от неговите форми на комуникация със заобикалящата го среда.
Поршнев смята, че езиковата комуникация на кроманьонския човек е била съставена изцяло от императиви. Началната форма на комуникация е била просто форма на задаване на определени команди с цел оцеляване и съхраняване на индивидите. Едва по-късно следва лингвистично обогатяване, в което постепенно се появяват първите думи, обозначаващи предмети и техните специфични обозначения. Получава се един интересен парадокс – първобитният човек е подвластен на първата сигнална система, а същевременно с това е в силна степен податлив на внушение.